# Szwedzka Kompania Wschodnioindyjska

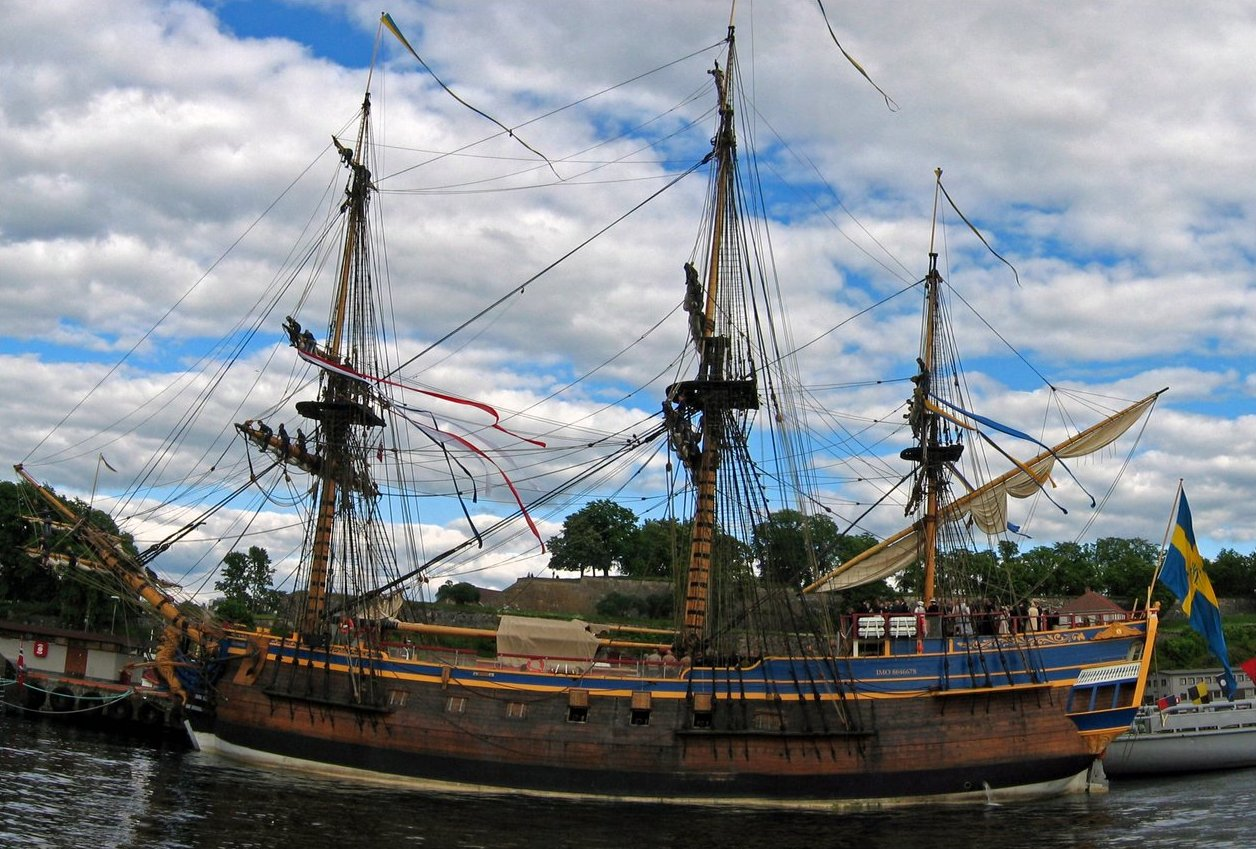
East Indiaman Götheborg 2005

Szwedzka Kompania Wschodnioindyjska (szw. Svenska Ostindiska Companiet lub SOIC), powstała w Göteborgu w 1731 jako kompania prowadząca wymianę handlową z Dalekim Wschodem. Inspiracją do założenia kompanii był sukces finansowy Brytyjskiej Kompanii Wschodnioindyjskiej. Z czasem „SOIC” stała się największą kompanią handlową w Szwecji w okresie XVIII w., aż do jej rozwiązania w 1813. Kompania zajmowała się eksportem żelaza, drewna, siekier, toporów, kotwic. Handlowała wraz z Duńską Kompanią Wschodnioindyjską herbatą, przemycała ją do Anglii. SOIC handlowała również miedzią, srebrem, porcelaną.
W roku 1993 powstała firma o takiej samej nazwie: Svenska Ostindiska Companiet AB, która postawiła sobie za cel rekonstrukcję jednego ze statków handlowych pierwszej „Szwedzkiej Kompanii Wschodnioindyjskiej”. Tak powstał statek żaglowy „East Indiaman Götheborg”. W październiku 2005 roku statek pożeglował do Chin, na pokładzie znajdowali się profesjonalni żeglarze i studenci.